# デイトン合意

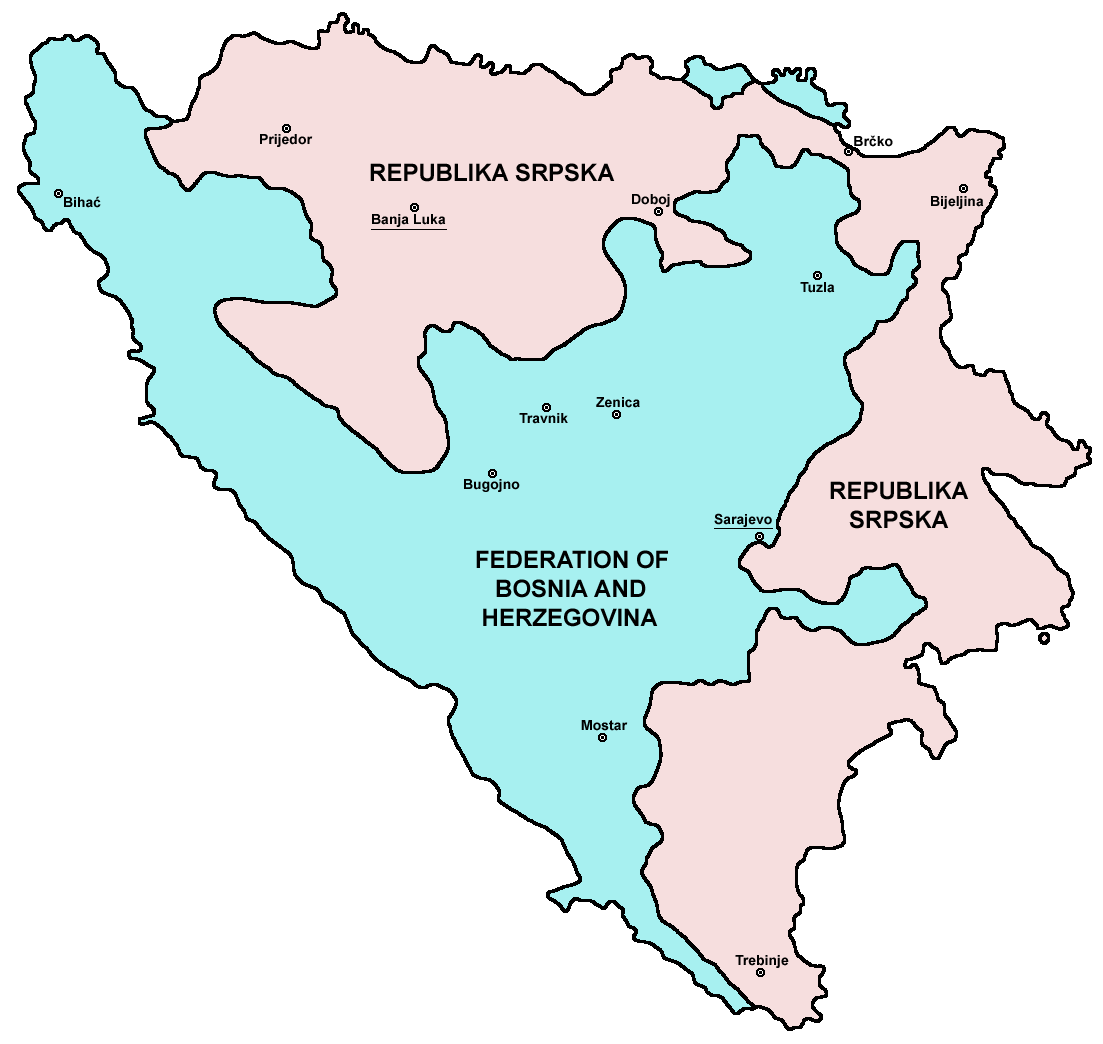

ボスニア・ヘルツェゴヴィナ和平一般枠組み合意（ボスニア・ヘルツェゴヴィナわへいいっぱんわくぐみごうい、ボスニア語・セルビア語・クロアチア語:Opći okvirni sporazum za mir u Bosni i Hercegovini / Општи оквирни споразум за мир у Босни и Херцеговини、英語：General Framework Agreement for Peace in Bosnia and Herzegovina）、またはデイトン合意（デイトンごうい、ボスニア語・セルビア語・クロアチア語:Daytonski sporazum / Дејтонски споразум、英語:Dayton Agreement）とは、1995年11月にアメリカ合衆国オハイオ州デイトン市近郊のライト・パターソン空軍基地においてまとまり、同年12月14日にパリで署名された和平合意。デイトン・パリ合意などともいう。この合意によりユーゴスラビア紛争の1つである、3年半にわたったボスニア・ヘルツェゴビナ紛争は終結した。

## 概要
戦前、戦中の和平に向けた努力や取り組みが不調に終わり、1995年8月、北大西洋条約機構（NATO）によるボスニア・セルビア人勢力爆撃などのデリバリット・フォース作戦に合わせ、クロアチア共和国軍の嵐作戦やボスニア・ヘルツェゴビナ共和国軍のスルプスカ共和国に対する攻撃が開始されたことを受けて、新たな協議が開始された。またこの協議は国際連合により安全地帯とされていたスレブレニツァでの虐殺事件や旧ユーゴスラビア国際戦犯法廷（ICTY）でのボスニア・セルビア人主力部隊や政府の指導者に対する起訴にも影響を持っていた。1995年9月から10月にかけて、バルカン地域に影響力を持つ諸国による連絡調整グループ（とくにアメリカとロシア）はオハイオ州デイトンに集まり、当事3者に対して協議に出席するよう強い圧力を加えることをまとめた。
協議の会合は1995年11月1日から同月21日まで行われた。交渉の場所は、参加国がメディアを通じて駆け引きすることができない場所（ライト・パターソン空軍基地）が選ばれた。戦闘地域からの主な出席者は、セルビア大統領スロボダン・ミロシェヴィッチ（ボスニア・セルビア人代表として、ラドヴァン・カラジッチは欠席）、クロアチア大統領フラニョ・トゥジマン、ボスニア・ヘルツェゴヴィナ大統領アリヤ・イゼトベゴヴィッチと同国外相ムハメド・サツィルベイであった。
和平協議はアメリカ国務長官ウォーレン・クリストファーが進め、また交渉には国務次官補（ヨーロッパ・カナダ担当）リチャード・ホルブルックがあたり、共同議長は欧州連合 (EU) ボスニア・ヘルツェゴビナ上級代表カール・ビルトとロシア外務第一次官イーゴリ・イワノフが務めた。このほか重要な出席者としてアメリカ代表団には、のちの1997年にNATO欧州連合軍最高司令官となるウェズリー・クラークや、イギリス軍からは2005年に欧州連合部隊（EUFOR）司令官となるデイヴィッド・リーキーがいた。またNPOである国際公法・政策グループ（Public International Law & Policy Group, PILPG）が協議期間中、ボスニア政府代表団の法律顧問を務めた。
1995年11月21日にデイトンでの協議が終了し、その後同年12月14日にフランスのパリで正式な合意文書が署名された。この署名の場には当事3か国の首脳のほかに、フランス大統領ジャック・シラク、アメリカ合衆国大統領ビル・クリントン、イギリス首相ジョン・メージャー、ドイツ連邦首相ヘルムート・コール、ロシア首相ヴィクトル・チェルノムイルジンが同席した。
現在のボスニア・ヘルツェゴヴィナの構成区分や政体はデイトン合意の第4付属書で作成された憲法に記載されている。この憲法の重要な点は、セルビア人主体のスルプスカ共和国と、ボシュニャク人およびクロアチア人主体のボスニア・ヘルツェゴビナ連邦という、2つの実体の間の境界線が定められたことであり、付属書ではそれに向けた多くの実務作業が記載されている。
合意文書ではさまざまな国際機関に対して、決定された合意内容の監視や監督、履行が求められている。NATO主導の和平履行部隊（IFOR）は合意に定められた軍事行動を行うとされ、国際連合保護軍（UNPROFOR）に代わって1995年12月20日に配備された。